# 1-я Чехословацкая бригада имени Яна Жижки (Югославия)
1-я Чехословацкая бригада имени Яна Жижки (чеш. I. československá brigáda Jana Žižky z Trocnova, сербохорв. Prva čehoslovačka brigada «Jan Žiška z Trocnova» / Прва чехословачка бригада Јан Жижка з Троцнова) — воинское формирование Народно-освободительной армии Югославии, состоявшее из чехословацких добровольцев — антифашистов Славонии.

## Предыстория формирования бригады
После оккупации Югославии немецкими войсками, большинство живших здесь чехов и словаков оказались в границах провозглашённого усташами Независимого государства Хорватия (НГХ). Положение чехов в НГХ значительно ухудшилось. Их права, действовавшие в довоенной Югославии, были отменены. По отношению к чехам усташи и немцы проводили политику террора и ассимиляции. Это вызывало сопротивление людей и дополнительно побуждало их вступать в вооружённую народно-освободительную борьбу.
В отличие от чехов, словаки в НГХ оказались в более привилегированном положении, однако это не удерживало их от борьбы с оккупантами и коллаборационистами. В партизанском отряде, образованном в Славонии 4 октября 1941 года Павелом Грегоричем (Pavle Gregorić), наряду с хорватами и сербами состояли чехи и словаки.
Число чехов и словаков в рядах партизанских отрядов неуклонно росло, в связи с этим, руководствуясь в первую очередь политическими соображениями, командование III-й оперативной зоны отдало 3 мая 1943 года приказ о создании чехословацкого батальона. После формирования в селе Цикота батальон насчитывал 146 бойцов. В начальный период одной из главных задач батальона являлось проведение политической работы среди чехов и словаков. До 17 июня батальон оставался под руководством оперативного штаба III-й зоны, после чего был включён в качестве 4-го батальона в состав 17-й Славонской ударной бригады.
Чехословацкий батальон был отмечен приказом Главного штаба НОАЮ в Хорватии за героизм, проявленный его бойцами в боях с 9 по 17 июля во время отражения немецко-усташского наступления в Славонии, а также при форсировании реки Сава и прорыве окружения в районе горы Ильина-Греда (Босния).

## Формирование бригады и её боевой путь
1-я Чехословацкая бригада образована 26 октября 1943 года в селе Бучье близ Пакраца на основе 4-го чехословацкого батальона 17-й Славонской бригады, 1-го посавского ударного батальона, подразделений 12-й Славонской бригады и бойцов Западной и Восточной групп партизанских отрядов 6-го Славонского корпуса. Бригада насчитывала 506 человек и состояла из 3-х батальонов. Два из них были укомплектованы чехами и словаками, а один — хорватами и сербами. Первым командиром бригады стал Милан Йока, комбат 1-го посавского батальона. 3 ноября бригада включена в состав 12-й славонской дивизии.
Бригада действовала преимущественно в Славонии и Подравине. 6-7 ноября участвовала в штурме Вировитицы, во время которого обеспечивала линию Велика-Писаница — Грджевац. В середине декабря совершила диверсию на железной дороге Вировитица — Нашице, 14 декабря участвовала в бою за Джяково, 17 ноября вступила в Горян. Совместно с батальоном Дильского партизанского отряда, в районе Громачника и Сибини (на дороге Белград — Загреб), в ночь с 23 на 24 декабря бригада атаковала транспортную колонну и уничтожила 98 автомобилей, локомотив и 20 вагонов.
1 января 1944 года 1-я Чехословацкая бригада при поддержке 18-й Славонской бригады атаковала Окучани, но после прибытия подкрепления к противнику, вынуждена была отступить в горы Псунь. В январе — феврале участвовала в рейде в Бановину, где вела бои с немцами, усташами и домобранцами. В конце февраля в бригаде проведена реорганизация. Батальон, состоявший из хорватов и сербов, был передан на формирование Осиекской бригады. Вместе с ним убыл командир бригады Милан Йока, получивший приказ возглавить Осиекскую бригаду.
После реорганизации бригаду переподчинили штабу 6-го корпуса. 11 марта она участвовала в бою за Иваново-Село, 4 и 5 апреля — за Слатину, 19 апреля — за Духово близ Гарешницы. 20 апреля разрушила мост через реку Илову на дороге от Великих-Зденец и мост на Чавловицы близ Уланика. 11 мая обеспечивала атаку на Херцеговац.
В июне 1944 года бригада вернулась в состав 12-й дивизии. Вела бои между Осиеком и Слатиной, в июле обороняла район сбора урожая в Пожежской долине и обеспечивала перевоз зерна из Славони в Бановину. В августе в Даруварской долине участвовала в боях за населённые пункты Бадлевина и Грубишно-Поле. 9 августа освободила Кончаницу. До конца 1944 года провела ряд акций, в ходе которых в начале сентября участвовала в диверсиях на линии коммуникации противника Белград-Загреб близ Кутьева .
5 сентября бригада штурмовала Пожегу, 4 октября обеспечивала штурм Вировитицы, в ночь с 13 на 14 ноября прикрывала атаку на Пишкоревци, а в период с 17 по 24 ноября участвовала в боях за Нашице. К концу ноября в бригаде вновь образован третий батальон. Её состав достиг наивысшей численности 1151 человек. Структура бригады включала 3 батальона, транспортную роту, санитарный и хозяйственный взводы.
С января по 15 февраля 1945 года бригада вела ожесточённые бои на Вировитицком плацдарме. Особенно тяжёлыми выдались бои 6 и 7 февраля, когда она оказалась на направлении главного удара немцев во время их наступления на Вировитицу. В этих боях погибли командиры Йосип Ружичка и Антонин Долежал.
После боёв на Вировитицком плацдарме бригада в течение 10 дней вела оборонительные бои в районе гор Папука, а затем, с 3 марта участвовала в освобождении территории вокруг Дарувара и Гарешницы. 5 апреля, по приказу 12-й дивизии, бригада выступает в поход навстречу наступающим частям Сремского фронта. Через 10 дней, преодолев путь в 200 км, она соединилась в городе Слатински-Дреновац с подразделениями 36-й воеводинской дивизии. 23 апреля 1945 года бригада была расформирована, её личный состав переведён в 4-ю бригаду 12-й Славонской ударной дивизии.
За годы войны в рядах бригады в общей сложности воевали свыше 3 тысяч чехов и словаков. Погибли 298 бойцов (по другим данным около 700), получили раненния около 800 человек. Боевые заслуги бригады и её вклад в победу над фашизмом были отмечены орденами «За заслуги перед народом» 1-й степени и «Братства и единства» 1-й степени.
Звание Народного героя Югославии присвоено двум командирам бригады: Милану Йоке и Йосипу Ружичке (посмертно).